# Květiny pro Hitlera
Květiny pro Hitlera (anglicky Flowers for Hitler) je třetí sbírka básní kanadského spisovatele a později hudebníka Leonarda Cohena. Poprvé ji vydalo v roce 1964 nakladatelství McClelland & Stewart. Českou verzi vydalo v roce 2004 v překladu Miroslava Jindry vydavatelství Mladá fronta. Většina básní v této kontroverzí sbírce byla zaměřena na evropská, převážně řecká a také erotická témata.